# Georg Matthias von Martens
Georg Matthias von Martens, né le 12 juin 1788 à Mira près de Venise et mort le 24 février 1872 à Stuttgart, est un avocat, voyageur et naturaliste allemand.

## Biographie

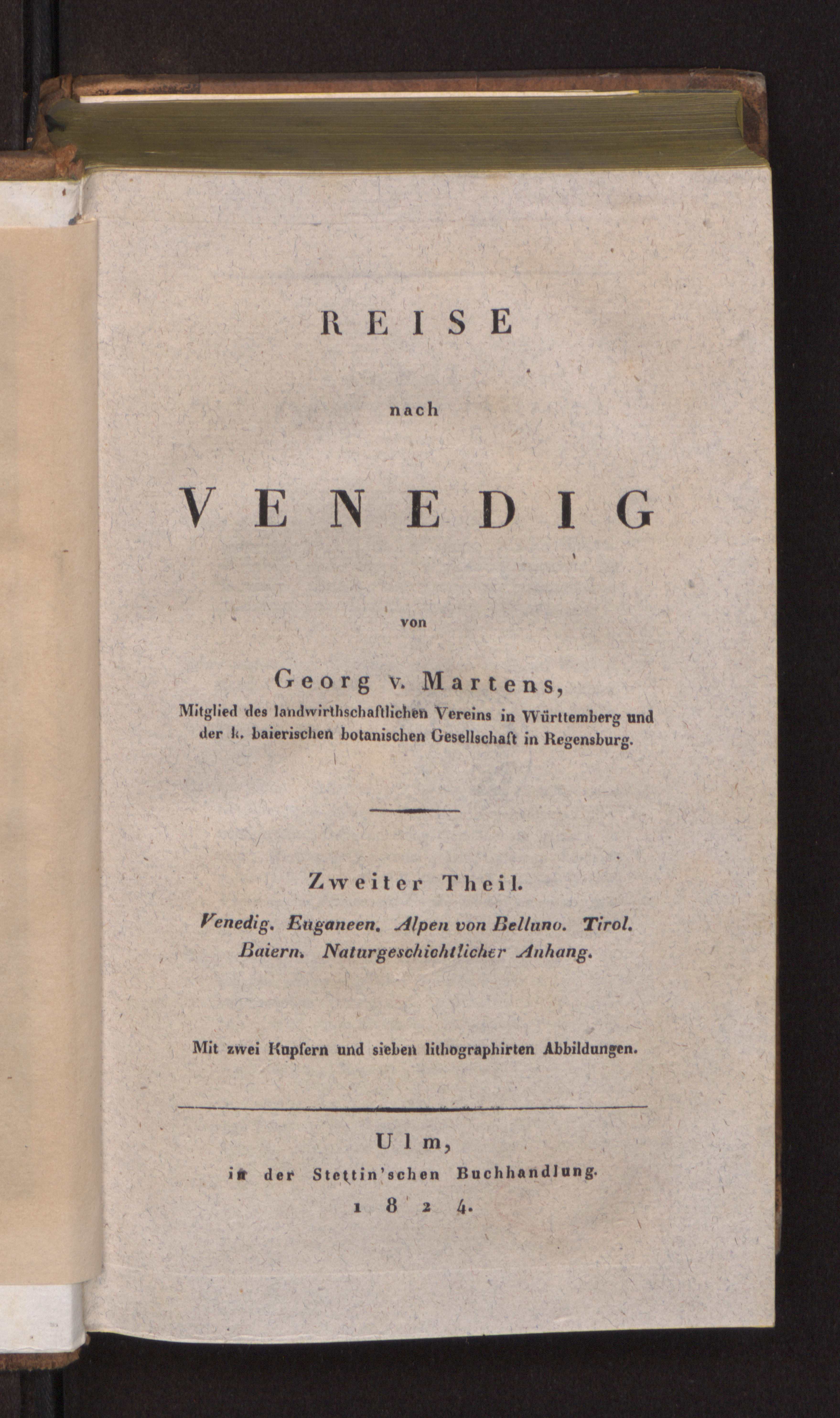
Voyage à Venise, 1824

Son père Wilhelm Conrad von Martens (1748–1828) est marchand et consul du Danemark à Venise. Sa mère Margarete Louise (1765-1832) est la fille du colonel Matthias von Scheler. Il naît dans un domaine (Miravecchia près de Dolo) près de Venise. Ses frères et sœurs sont le général et écrivain de guerre Karl von Martens (1790–1861), le futur colonel Christian von Martens (de) (1793–1882) et le peintre et sculpteur Frédéric Martens (1807–1885).
À partir de 1807, il étudie le droit à l'Université Eberhard Karl de Tübingen. Il assiste également aux conférences des naturalistes Karl Friedrich von Kielmeyer, Johann Gottlieb Friedrich von Bohnenberger et de l'historien Christian Friedrich Rösler (de). Après avoir réussi l'examen d'État en 1811, il devient secrétaire du Collège supérieur de justice de Stuttgart. Entre-temps, il travaille à Ulm de 1818 à 1821. En 1823, il reçoit le poste de bibliothécaire au Tribunal supérieur de Stuttgart et en 1829 celui d'interprète officiel pour l'italien, l'espagnol et le portugais au ministère de la Justice et de l'Intérieur. En 1836, il devient chancelier et prend sa retraite en 1855. Il est élu membre de la Académie Léopoldine en 1832.
Ses enfants sont le peintre Luise von Martens (1828-1894) et le zoologiste et explorateur Eduard Carl von Martens (1831-1904).

## Travaux
Georg von Martens s'intéresse à l'histoire naturelle de sa terre natale et fait de nombreux voyages. Pendant son séjour à Ulm, il voyage en Autriche et dans le nord de l'Italie et collecte des produits naturels pour le Musée national d'histoire naturelle de Stuttgart, principalement des poissons de Venise. Il fonde le l'herbier Moosherbar à Stuttgart, dont la plus ancienne preuve date de 1792. En 1824, il publie en deux volumes Reise nach Venedig (voyage à Venise). À Vicence, il voit l'un des Éléphants de Garnier (de), dont il rapporte la mort à Venise en 1819. Entre 1844 et 1846, il publie son ouvrage en trois volumes, Italien (Italie), dans lequel il traite des algues en particulier. En 1834, il publie avec le botaniste Gustav Schübler Flora von Würtemberg. En 1863, la faculté des sciences naturelles de Tübingen lui décerne le prix Dr. h. c.
Après l'expédition du SMS Thetis (1855), il dirige l'expédition prussienne en Asie orientale (Die Preußische Expedition nach Ostasien. Nach amtlichen Quellen. Die Tange, 1866).

## Honneurs
Les genres d'algues Martensia (en) et Neomartensia lui sont dédiés.

## Ouvrages
- Italien
  - 1. Bd., Italisches Land. Scheidle, Rieger & Sattler, Stuttgart 1844
  - 2. Bd., Italisches Leben. Scheidle, Rieger & Sattler, Stuttgart 1844
  - 3. Bd., Die Staaten. Scheidle, Rieger & Sattler, Stuttgart 1845
- Reise nach Venedig
  - 1. Th. Von Stuttgart über Ulm, Wien und Triest nach Venedig. Stettin, Ulm 1824
  - 2. Th. Venedig. Euganeen. Alpen von Belluno. Tirol. Baier. Naturgeschichtlicher Anhang. Stettin, Ulm 1824